# Ферейдуншехр (шахрестан)
Ферейдунше́хр (перс. شهرستان فریدونشهر‎) — один из 21 шахрестана иранской провинции Исфахан. Административный центр — город Ферейдуншехр.
В состав шахрестана входит только один район (бахш):
- Меркези (центральный) (بخش مرکزی)

По данным переписи 2006 года, население округа составляло 38 955 человек в 9 259 домашних хозяйствах. Следующая перепись 2011 года насчитала 38 334 человека в 10 657 домашних хозяйствах. По данным переписи населения 2016 года, население округа составляло 35 654 человека в 10 688 домашних хозяйствах.
Большинство населения округа составляют иранские грузины. Кроме того, в округе присутствуют турки из племени устаджлу и бахтиарис.

## Населённые пункты
| Русское название | Оригинальное название (фарси) | Население, чел. (2006) |
| ---------------- | ----------------------------- | ---------------------- |
| Ферейдуншехр     | فریدون‌شهر                     | 13 475                 |
| Барф-Анбар       | برف‌انبار                      | 5056                   |
| Безме            | بزمه                          | 1430                   |
| Себек            | سيبك                          | 1394                   |
| Хуйган-э-Олиа    | خويگان عليا                   | 1391                   |
| Кале-Сорх        | قلعه سرخ                      | 1241                   |
| Чека             | چقا                           | 1200                   |